# 溶膠凝膠

各种溶胶凝胶方法，以及其中的各个阶段

溶膠凝膠技术是指金属有机或无机化合物经过溶膠-凝膠化和热处理形成氧化物或其它固体化合物的方法。溶膠是一種膠狀懸浮液，可藉由膠化作用得到固體，而凝膠則是介於固體與液體之間的狀態。其產生的多孔性凝膠可藉由化學方法的純化以及高溫火燒，得到高純度的氧化物。藉由添加一些摻雜，該凝膠也可用來製造特殊的玻璃。在製陶工業中，它被拿來當作熔模鑄造的原料，也被拿來當作是製作金屬氧化物薄膜的一種方法。由溶膠凝膠法衍伸出來的材料在各個領域都有多項應用，包括光學、電子學、能量、太空、感應等等。

## 溶膠凝膠法
溶膠凝膠法是一種製造陶瓷和玻璃的低温湿化学合成法，而這個方法包含了系統的液相（溶膠）到固相（凝膠）的轉換，它有各式各樣的應用；舉凡Ultra-fine陶瓷粉、大型製陶及製玻璃業、陶瓷纖維、無機薄膜、氣凝膠。由於溶膠凝膠化學在許多方面都有長足的進展，所以世界各地的科學家都致力於運用溶膠凝膠法製造極輕材料和極堅硬的陶瓷。
溶膠的原料是易于水解的金属化合物（通常為無機金屬鹽或金属醇盐）懸浮在某种溶剂中。在典型的溶膠凝膠法中，反應物會有一連串的水解反應及聚合反應，生成膠體懸浮液，而其中的物質會凝結成新的相──含有固體高分子的溶劑，此即凝膠。
最初的溶膠凝膠法可以回溯到七十年前，Geffcken所做的實驗。西元一九三九年，他在德國肖特集團工作時第一次利用溶膠凝膠法，成功地在窗框上了鍍膜，為公司申請到了專利。有關溶膠凝膠法的研究在九零年代有重大的成長，全世界已經有超過五萬篇的相關論文。

## 應用
溶膠凝膠法最主要的應用是在製作薄膜上──利用旋轉塗佈法、浸入塗佈法、噴霧法、電泳法、噴墨法、滾壓塗佈法等方法在基材表面產生薄膜。不僅能在玻璃、金屬上，也能在其他各式各樣的基質上生成光學鍍膜、保護用鍍膜、裝飾用鍍膜、以及製作電光材料。
在澆鑄入鑄模時，如果另外搭配乾燥或是加熱的程序，可以使陶磁和玻璃物品產生其他方法無法達到的新奇特性。一些巨觀光學元件和活性光學之元件，像是熱鏡、冷鏡、透鏡、分光器等等，都可以用溶膠凝膠法以快速且最低成本得到最佳外型。
適當地調整溶膠的黏性，也可製造出常用於光學纖維感應器和熱絕緣體的光學纖維和陶瓷防火纖維。
Ultra-fine陶瓷粉或是普通陶瓷粉是由溶膠中的沉澱物所形成的。這種單或多組成的次微米物質可以運用在牙醫和生醫方面。不同組成的粉末也被用在農業化學和除草劑上。在許多的拋光作業中也會用作為研磨料。
溶膠凝膠法另一個重要的應用是在沸石的合成上。可以讓其他的成分（金屬、金屬氧化物）可以很容易地被混入最終產物中，且以這個方法製作出的矽質岩溶膠非常穩定。
微米過濾法、超細過濾法、奈米過濾法、滲透蒸發、逆滲透時所用到的陶瓷物質，皆由溶膠凝膠法所得。
若在超臨界的環境下將潮濕的凝膠中的液體抽離，可以得到一高滲水性、低密度的物質，稱為氣凝膠。在低溫（25℃~100℃）乾燥凝膠，可以得到滲水性固體Matrix，稱為xerogel。
在50年代，在製作用於核子燃料的UO2和ThO2的放射性粉末時，為避免產生大量灰塵，也運用了溶膠凝膠法的技術。

## 外部連結
- the Sol-Gel Gateway （页面存档备份，存于）
- Journal of Sol-Gel Science and Technology[永久]
- DE736411C patent on Espacenet